# People Help the People
People Help the People è un singolo del gruppo musicale britannico Cherry Ghost, pubblicato il 12 giugno 2007 come secondo estratto dal primo album in studio Thirst for Romance.

## Classifiche
| Classifica (2007) | Posizione massima |
| ----------------- | ----------------- |
| Irlanda           | 41                |
| Italia            | 23                |
| Regno Unito       | 27                |

## Versione di Birdy
La cantautrice britannica Birdy ha realizzato una cover del brano il 28 ottobre 2011, pubblicata come terzo singolo estratto dal primo album in studio Birdy.
La sua versione del brano è stata usata come colonna sonora degli spot pubblicitari Fineco.

### Classifiche
| Classifica (2011-15) | Posizione massima |
| -------------------- | ----------------- |
| Australia            | 10                |
| Austria              | 21                |
| Belgio (Fiandre)     | 2                 |
| Belgio (Vallonia)    | 5                 |
| Danimarca            | 37                |
| Francia              | 7                 |
| Germania             | 3                 |
| Italia               | 22                |
| Lussemburgo          | 1                 |
| Paesi Bassi          | 5                 |
| Regno Unito          | 33                |
| Spagna               | 7                 |
| Svizzera             | 2                 |